# Ægyptisk fayoumi
Ægyptisk fayoumi (eller: Bigawe) er en hønserace, der stammer fra Ægypten. Fayoumi er en meget gammel hønserace i dens oprindelsesregion. Den er opkaldt efter Faiyum guvernementet, som ligger sydvestligt for Cairo og på den vestlige side af Nilen. Fayoumierne blev indført i Vesten senest i 1940’erne, da de blev importeret fra Ægypten. 
Hanen vejer 2 kg og hønen vejer 1,6 kg. De findes kun i en farvevariant. Hanen er sølvhvid på hovedet, halsen, ryggen og brystet resten er sorthvidstribet. Hønens hoved er sølvhvidt og resten er sorthvidstribet. Man antager, at Campinerhønseracen fra Belgien stammer fra fayoumierne. 
Fayoumi er en hårdfør race og er specielt levedygtig i varmt klima. Racen skulle være særligt modstandsdygtig over for bakterier og virusinfektioner. De lægger små hvide æg. Hønen ruger ikke, før hun når en alder af 2 til 3 år. Racen bliver hurtigt kønsmoden, hønerne begynder at lægge æg, når de er 4 en halv måned gamle. Hanerne vil begynde at gale i en alder af 5 til 6 uger.